# Длусько (Лобезький повіт)
Длусько (пол. Dłusko) — село в Польщі, у гміні Венґожино Лобезького повіту Західнопоморського воєводства.
Населення — 66 осіб (2011).

## Демографія
Демографічна структура станом на 31 березня 2011 року:
|          | Загалом | Допрацездатний вік | Працездатний вік | Постпрацездатний вік |
| -------- | ------- | ------------------ | ---------------- | -------------------- |
| Чоловіки | 37      | 7                  | 23               | 7                    |
| Жінки    | 29      | 7                  | 12               | 10                   |
| Разом    | 66      | 14                 | 35               | 17                   |